# 메그레즈
메그레즈는 북두칠성을 이루는 항성들 중 하나이다. 바이어 명명법에 따르면 큰곰자리 델타로 읽는다. 서양의 'Big Dipper'에서는 국자의 입과 자루를 연결하는 부분에 해당되며, 큰곰의 형상을 한 성도(星圖)에서는 곰의 몸통과 꼬리 연결부위에 자리잡고 있다. 이름은 아랍어 알 마그레즈(큰곰의 꼬리 밑둥)를 줄여 부른 말로, مغرز로 표기한다. 과거 중국에서는 이 별을 천권(天權)이라고 불렀는데 이는 '하늘의 권세'라는 의미이다. 인디아 힌두인들은 이 별을 아트리(Atri)로 불러 왔다.
메그레즈는 평범한 A형 주계열성으로, 겉보기 등급은 3.31로 그리 눈에 띄지는 않으며, 북두칠성 구성원들 중 가장 어둡게 보인다.(다만, 알코르를 미자르와 분리하여 생각할 경우 알코르가 가장 어두운 별이 된다) 과거 튀코 브라헤는 메그레즈의 밝기를 2등급으로 기록했는데, 이 기록이 사실이라면 메그레즈는 과거에 비해 어두워졌다고 말할 수 있다. 광도는 태양의 23배 정도로 시리우스와 거의 비슷한데(이는 메그레즈를 8.6광년 거리까지 당겨 올 경우 시리우스 정도로 밝게 빛나 보인다는 뜻이다), 비슷한 분광형의 데네볼라보다 60퍼센트 더 밝은 것으로 미루어 보아 메그레즈의 나이는 약 5억 년 정도로 추측된다. 메그레즈는 큰곰자리 운동성단의 일원으로 북두칠성의 구성원들과 함께 우주 공간에서 같은 고유 운동을 보여준다.

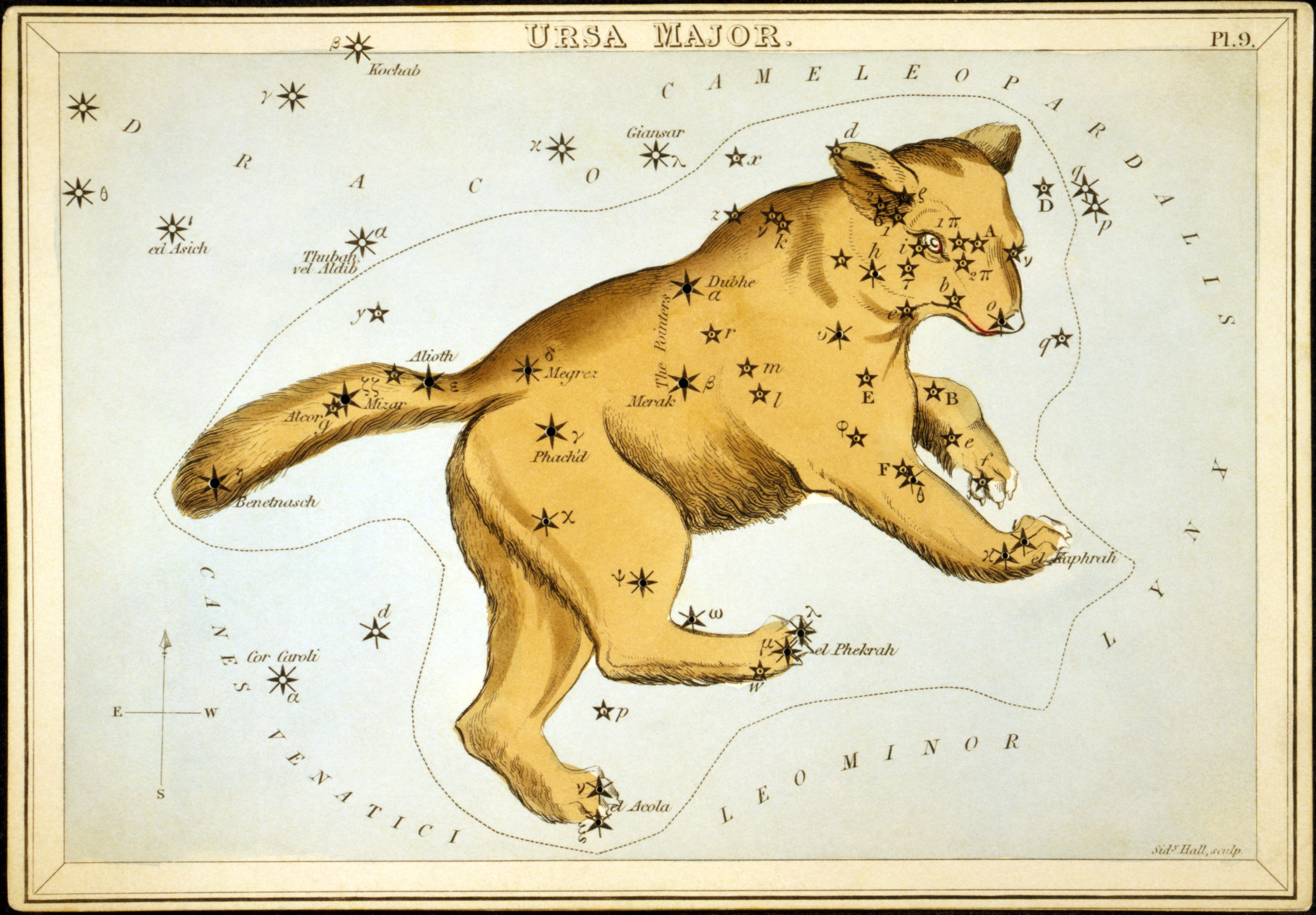
시드니 홀의 큰곰자리 그림. 메그레즈는 곰의 꼬리 밑둥 부분에 있다.

## 참고 문헌
1. 1 2 3 4 5  SIMBAD. “NAME MEGREZ -- Variable Star”. 2009년 4월 6일에 확인함.
2. 1 2 3 4 5  Jim Kaler. “MEGREZ (Delta Ursae Majoris)”. 2009년 4월 6일에 확인함.[깨진 링크(과거 내용 찾기)]
3. 1 2  Richard Hinchley Allen. “The history of the star Megrez”. 2009년 4월 6일에 확인함.